# Ontario Hockey League
Ontario Hockey League (OHL) (česky: Ontarijská hokejová liga) je jedna ze tří hlavních kanadských juniorských lig, které dohromady tvoří Canadian Hockey League (CHL) (česky: Kanadská hokejová liga). Ligy se mohou účastnit hokejisté ve věku od 15 do 20 let.
OHL provozuje Ontario Hockey Federation, kterou řídí Hockey Canada.
Liga byla založena v roce 1974 z Major Junior A (I. divize v Ontario Hockey Association).
David Branch je zatím jediným komisionářem OHL od jejího vzniku. Od roku 1980 se liga rychle rozrostla a zkvalitnila na velmi sledovanou ligu se zápasy vysílanými v televizi a rádiu.
V současné době hraje v OHL 20 týmů. 17 týmů sídlí v Ontariu, 2 týmy v Michiganu a 1 v Pensylvánii.

## Historie
Historie juniorského hokeje v Ontariu začala v roce 1896 založením organizace Ontario Hockey Association (OHA). Od té doby prošla organizace juniorského hokeje v Ontariu čtyřmi etapami. V roce 1933 byla juniorská divize rozdělena do dvou úrovní na juniorku A a juniorku B. V roce 1972 byla vyšší úroveň rozdělena na další dvě úrovně a to na I. a II. třídu. V roce 1974 se hlavní juniorská I. třída oddělila od OHA a vznikla tak Ontario Major Junior Hockey League (OMJHL). V roce 1980 byla OMJHL přejmenována na Ontario Hockey League.

### Současné členské týmy
| Ontario Hockey League |                             |                                   |                                        |
| Východní konference   |                             |                                   |                                        |
| Divize                | Tým                         | Město                             | Stadión                                |
| Východ                | Hamilton Bulldogs           | Hamilton, Ontario, Kanada         | FirstOntario Centre                    |
| Východ                | Kingston Frontenacs         | Kingston, Ontario, Kanada         | Rogers K-Rock Centre                   |
| Východ                | Oshawa Generals             | Oshawa, Ontario, Kanada           | General Motors Centre                  |
| Východ                | Ottawa 67's                 | Ottawa, Ontario, Kanada           | TD Place Arena                         |
| Východ                | Peterborough Petes          | Peterborough, Ontario, Kanada     | Peterborough Memorial Centre           |
| Střed                 | Barrie Colts                | Barrie, Ontario, Kanada           | Barrie Molson Centre                   |
| Střed                 | Mississauga Steelheads      | Mississauga, Ontario, Kanada      | Hershey Centre                         |
| Střed                 | Niagara IceDogs             | St. Catharines, Ontario, Kanada   | Gatorade Garden City Complex           |
| Střed                 | North Bay Battalion         | North Bay, Ontario, Kanada        | North Bay Memorial Gardens             |
| Střed                 | Sudbury Wolves              | Sudbury, Ontario, Kanada          | Sudbury Community Arena                |
| Západní konference    |                             |                                   |                                        |
| Divize                | Tým                         | Město                             | Stadión                                |
| Středozápad           | Erie Otters                 | Erie, Pensylvánie, USA            | Erie Insurance Arena                   |
| Středozápad           | Guelph Storm                | Guelph, Ontario, Kanada           | Sleeman Centre                         |
| Středozápad           | Kitchener Rangers           | Kitchener, Ontario, Kanada        | Kitchener Memorial Auditorium Complex  |
| Středozápad           | London Knights              | Londýn, Ontario, Kanada           | Budweiser Gardens                      |
| Středozápad           | Owen Sound Attack           | Owen Sound, Ontario, Kanada       | Harry Lumley Bayshore Community Centre |
| Západ                 | Flint Firebirds             | Flint, Michigan, USA              | Dort Federal Credit Union Event Center |
| Západ                 | Saginaw Spirit              | Saginaw, Michigan, USA            | The Dow Event Center                   |
| Západ                 | Sarnia Sting                | Sarnia, Ontario, Kanada           | RBC Centre                             |
| Západ                 | Sault Ste. Marie Greyhounds | Sault Ste. Marie, Ontario, Kanada | Essar Centre                           |
| Západ                 | Windsor Spitfires           | Windsor, Ontario, Kanada          | WFCU Centre                            |

## Sezóna

Rozmístění týmů v OHL

20 týmů OHL hraje 68 nepravidelně rozložených zápasů. Liga začíná ve třetím celém týdnu v září a běží až do třetího týdne v březnu. 90 % zápasů je hráno mezi čtvrtkem a nedělí, aby se minimalizoval počet zameškaných dní studentů ve školách. 95 % hokejistů ligy studuje vysokou školu nebo univerzitu. Aktuálně je asi 20 % hokejistů NHL absolventy OHL a 54 % hokejistů NHL absolventy CHL.

### Playoff OHL a Memorial Cup
Vítězové playoff získávají J. Ross Robertson Cup. Pohár je pojmenován po Johnu Rose Robertsonovi, který byl prezidentem Ontario Hockey Association mezi lety 1901 a 1905.
Do playoff postupuje 16 nejlepších týmů základní části, 8 z každé konference. Týmy mezi sebou hrají maximálně sedmizápasové série (na 4 vítězství) a vítěz každé série postupuje do dalšího kola. Poslední 2 týmy nakonec ve finále soupeři o již zmiňovaný J. Ross Robertson Cup.
Vítěz OHL poté soupeří s vítězi z WHL, QMJHL a hostitelským týmem turnaje o Memorial Cup, který je udělován juniorským šampiónům Kanady. Hostitelství turnaje se střídá každou sezónu mezi třemi ligami (OHL, QMJHL a WHL).

## Vítězové Memorial Cupu
Memorial Cup vyhrály 17× týmy OHL od změny formátu ligy v roce 1972:
| - 2017: Windsor Spitfires - 2016: London Knights - 2015: Oshawa Generals - 2010: Windsor Spitfires - 2009: Windsor Spitfires - 2005: London Knights - 2003: Kitchener Rangers - 1999: Ottawa 67's - 1993: Sault Ste. Marie Greyhounds | - 1990: Oshawa Generals - 1986: Guelph Platers - 1984: Ottawa 67's - 1982: Kitchener Rangers - 1979: Peterborough Petes - 1976: Hamilton Fincups - 1975: Toronto Marlboros - 1973: Toronto Marlboros |

Pohár byl také získán 16× týmy OHA mezi lety 1945 a 1971:
| - 1970: Montreal Junior Canadiens - 1969: Montreal Junior Canadiens - 1968: Niagara Falls Flyers - 1967: Toronto Marlboros - 1965: Niagara Falls Flyers - 1964: Toronto Marlboros - 1962: Hamilton Red Wings - 1961: Toronto St. Michael's Majors | - 1960: St. Catharines Tee Pees - 1956: Toronto Marlboros - 1955: Toronto Marlboros - 1954: St. Catharines Tee Pees - 1953: Barrie Flyers - 1952: Guelph Biltmore Mad Hatters - 1951: Barrie Flyers - 1947: Toronto St. Michael's Majors |

## Rekordy OHL
Individuální rekordy
- Nejvíce gólů v sezóně: 87, Ernie Godden, 1980–81
- Nejvíce asistencí v sezóně: 123, Bobby Smith, 1977–78
- Nejvíce kanadských bodů v sezóně: 192, Bobby Smith, 1977–78
- Nejvíce trestných minut v sezóně: 384, Mike Moher, 1981–1982
- Nejvíce kanadských bodů nováčka v sezóně: 182, Wayne Gretzky, 1977–78
- Nejvíce kanadských bodů obránce v sezóně: 155, Bryan Fogarty, 1988–89

Týmové rekordy
- Nejvíce vítězství v sezóně: 59, London Knights, 2004–05
- Nejvíce bodů v sezóně: 120, London Knights, 2004–05
- Nejvíce vstřelených gólů v sezóně: 469, Toronto Marlboros, 1974–75
- Nejméně inkasovaných gólů v sezóně: 125, London Knights, 2004–05

## Trofeje a ocenění
Týmové trofeje
- J. Ross Robertson Cup – Vítěz playoff OHL
- Bobby Orr Trophy – Vítěz východní konference v playoff OHL
- Wayne Gretzky Trophy – Vítěz západní konference v playoff OHL
- Hamilton Spectator Trophy – Vítěz základní části OHL
- Leyden Trophy – Vítěz východní divize v základní části OHL
- Emms Trophy – Vítěz centrální divize v základní části OHL
- Holody Trophy – Vítěz středozápadní divize v základní části OHL
- Bumbacco Trophy – Vítěz západní divize v základní části OHL

Trofeje pro personál
- Matt Leyden Trophy – Trenér roku v OHL
- OHL Executive of the Year – Zaměstnanec roku v OHL
- Bill Long Award – Jednotlivec, který se zasloužil o rozvoj hokeje v OHL

Trofeje pro hráče
- Red Tilson Trophy – Pro nejužitečnějšího hráče
- Eddie Powers Memorial Trophy – Nejproduktivnější hráč
- Jim Mahon Memorial Trophy – Nejproduktivnější pravé křídlo
- Max Kaminsky Trophy – Nejlepší obránce
- OHL Goaltender of the Year– Brankář roku
- Jack Ferguson Award – První celkový prioritní výběr v draftu.
- Dave Pinkney Trophy – Brankář týmu s nejméně obdrženými góly
- Emms Family Award – Nováček roku
- F.W. "Dinty" Moore Trophy – Brankář-nováček s nejnižším průměrem obdržených gólů
- Dan Snyder Memorial Trophy – Hráč, který nejvíce pomáhal v humanitárních akcích
- William Hanley Trophy – Nejsportovnější hráč
- Leo Lalonde Memorial Trophy – Nejslibnějši hráč
- Bobby Smith Trophy – Hráč, který nejlépe vyvažuje skvělé sportovní výsledky s učebními výsledky
- Roger Neilson Memorial Award – Nejlepší vysokoškolský/univerzitní hráč
- Ivan Tennant Memorial Award – Nejlepší středoškolský hráč
- Wayne Gretzky 99 Award – Nejužitečnější hráč playoff
- Mickey Renaud Captain's Trophy – Kapitán, který nejlépe zosobňuje charakter a odhodlání[1]